# Campionati del mondo di triathlon del 2011
I campionati del mondo di triathlon del 2011 (XXIII edizione) sono consistiti in una serie di sei gare di Campionati del mondo, denominate Dextro Energy Triathlon - ITU World Championship Series 2011, che hanno condotto alla Gran Finale di Pechino, (Cina) prevista a settembre del 2011.
La serie è stata organizzata sotto il patrocinio dell'ente che gestisce il trathlon a livello mondiale - la International Triathlon Union (ITU) - ed è stata sponsorizzata da Dextro Energy.
La serie di gare dei Campionati del mondo ha toccato Sydney, Yokohama, Madrid, Kitzbühel, Amburgo, Londra e Pechino. La stessa serie ha per la prima volta incluso anche il Campionato Mondiale su distanza Sprint che si è svolto a Losanna. La gran finale a Pechino ha ospitato anche i Campionati del Mondo Under 23, Junior e Paratriathlon, decisi su una gara singola.
La Gran Bretagna ha vinto entrambi i titoli élite, maschile con Alistair Brownlee e femminile con Helen Jenkins. Per ambedue si è trattato del secondo titolo mondiale élite.
La Gran Bretagna si è anche aggiudicata il titolo maschile under 23 con Matthew Sharp. La polacca Agnieszka Jerzyk ha vinto il primo titolo del mondo nella categoria under 23.
Tra gli juniores, l'americano Lukas Verzbicas e la neozelandese Mikayla Nielsen hanno conseguito l'alloro mondiale.

## Gli eventi della serie
Per il terzo anno i campionati del mondo di triathlon prevedono la formula delle series. I sei eventi, propedeutici alla Gran Finale, si sono tenuti in tre diversi continenti, in particolare nelle località precedentemente utilizzate con successo nelle gare di coppa del mondo.
La località olimpiche interessate dalle gare della serie sono state Sydney, Pechino e Londra. In aggiunta, la serie di gare ha incluso Amburgo, come nel 2007, ed è tornata a Yokohama.
Per la prima volta sono stati inglobati anche i campionati del mondo su distanza sprint.
| Data            | Località            | Tipo        |
| --------------- | ------------------- | ----------- |
| 9-10 aprile     | Sydney, Australia   | Evento      |
| 14 maggio       | Yokohama, Giappone  | Evento      |
| 4-5 giugno      | Madrid, Spagna      | Evento      |
| 18-19 giugno    | Kitzbühel, Austria  | Evento      |
| 16-17 luglio    | Amburgo, Germania   | Evento      |
| 6-7 agosto      | Londra, Regno Unito | Evento      |
| 20-21 agosto    | Losanna, Svizzera   | Evento      |
| 10-11 settembre | Pechino, Cina       | Gran Finale |

## Risultati

### Classifica generale Campionati del mondo 2011

#### Élite Uomini
| Pos. | Nome                  | Paese       | Punti |
| ---- | --------------------- | ----------- | ----- |
|      | Alistair Brownlee     | Regno Unito | 4.285 |
|      | Jonathan Brownlee     | Regno Unito | 3.992 |
|      | Javier Gómez          | Spagna      | 3.671 |
| 4    | Sven Riederer         | Svizzera    | 3.306 |
| 5    | Aleksandr Brjuchankov | Russia      | 3.208 |
| 6    | David Hauss           | Francia     | 3.157 |
| 7    | Laurent Vidal         | Francia     | 2.844 |
| 8    | Dmitry Polyanski      | Russia      | 2.764 |
| 9    | William Clarke        | Regno Unito | 2.495 |
| 10   | Brad Kahlefeldt       | Australia   | 2.217 |

#### Élite donne
| Pos. | Nome                 | Paese         | Punti |
| ---- | -------------------- | ------------- | ----- |
|      | Helen Jenkins        | Regno Unito   | 4.023 |
|      | Andrea Hewitt        | Nuova Zelanda | 3.836 |
|      | Sarah Groff          | Stati Uniti   | 2.783 |
| 4    | Emma Jackson         | Australia     | 2.760 |
| 5    | Barbara Riveros Diaz | Cile          | 2.754 |
| 6    | Paula Findlay        | Canada        | 2.637 |
| 7    | Emma Moffatt         | Australia     | 2.611 |
| 8    | Laura Bennett        | Stati Uniti   | 2.560 |
| 9    | Lisa Nordén          | Svezia        | 2.265 |
| 10   | Melanie Annaheim     | Svizzera      | 1.950 |

### Risultati Gran Finale
La Gran Finale dei Campionati mondiali di triathlon del 2011 si è tenuta a Pechino, Cina in data 10-11 settembre 2011.

#### Élite uomini
| Pos. | Nome              | Paese       | Nuoto    | Bici     | Corsa    | Totale   |
| ---- | ----------------- | ----------- | -------- | -------- | -------- | -------- |
|      | Alistair Brownlee | Regno Unito | 00:17:11 | 00:59:59 | 00:29:49 | 01:48:07 |
|      | Sven Riederer     | Svizzera    | 00:17:28 | 00:59:39 | 00:29:55 | 01:48:14 |
|      | Jonathan Brownlee | Regno Unito | 00:17:11 | 00:59:57 | 00:29:59 | 01:48:17 |
| 4    | Dmitry Polyanski  | Russia      | 00:17:15 | 00:59:59 | 00:29:58 | 01:48:20 |
| 5    | Laurent Vidal     | Francia     | 00:17:23 | 00:59:47 | 00:30:03 | 01:48:24 |
| 6    | Javier Gómez      | Spagna      | 00:17:27 | 00:59:46 | 00:30:06 | 01:48:27 |
| 7    | David Hauss       | Francia     | 00:17:21 | 00:59:49 | 00:30:11 | 01:48:35 |
| 8    | Vincent Luis      | Francia     | 00:17:15 | 00:59:56 | 00:30:23 | 01:48:44 |
| 9    | Maik Petzold      | Germania    | 00:17:14 | 00:59:55 | 00:30:29 | 01:48:46 |
| 10   | Iván Raña         | Spagna      | 00:17:26 | 00:59:42 | 00:30:34 | 01:48:50 |

Classifica completa

#### Élite donne
| Pos. | Nome             | Paese         | Nuoto    | Bici     | Corsa    | Totale   |
| ---- | ---------------- | ------------- | -------- | -------- | -------- | -------- |
|      | Andrea Hewitt    | Nuova Zelanda | 00:19:25 | 01:02:57 | 00:34:52 | 01:58:26 |
|      | Helen Jenkins    | Regno Unito   | 00:19:11 | 01:03:12 | 00:34:57 | 01:58:40 |
|      | Melanie Annaheim | Svizzera      | 00:19:19 | 01:03:06 | 00:35:18 | 01:58:58 |
| 4    | Lisa Nordén      | Svezia        | 00:19:15 | 01:03:10 | 00:35:24 | 01:59:00 |
| 5    | Laura Bennett    | Stati Uniti   | 00:19:12 | 01:03:13 | 00:35:27 | 01:59:02 |
| 6    | Kate McIlroy     | Nuova Zelanda | 00:19:14 | 01:03:10 | 00:35:24 | 01:59:04 |
| 7    | Jessica Harrison | Francia       | 00:19:15 | 01:03:06 | 00:35:31 | 01:59:09 |
| 8    | Liz Blatchford   | Regno Unito   | 00:19:10 | 01:03:16 | 00:36:29 | 02:00:11 |
| 9    | Flora Duffy      | Bermuda       | 00:19:17 | 01:03:08 | 00:36:40 | 02:00:24 |
| 10   | Sarah Groff      | Stati Uniti   | 00:19:11 | 01:03:13 | 00:36:58 | 02:00:37 |

Classifica completa

#### Junior uomini
| Pos. | Nome              | Paese       | Nuoto    | Bici     | Corsa    | Totale   |
| ---- | ----------------- | ----------- | -------- | -------- | -------- | -------- |
|      | Lukas Verzbicas   | Stati Uniti | 00:09:24 | 00:30:16 | 00:15:33 | 00:56:21 |
|      | Justus Nieschlag  | Germania    | 00:09:15 | 00:30:21 | 00:16:10 | 00:56:54 |
|      | Tony Smoragiewicz | Stati Uniti | 00:10:04 | 00:30:14 | 00:15:31 | 00:56:59 |
| 4    | Ron Darmon        | Israele     | 00:09:34 | 00:30:44 | 00:15:39 | 00:57:06 |
| 5    | Matt Brown        | Australia   | 00:09:56 | 00:30:20 | 00:15:44 | 00:57:11 |

Classifica completa

#### Junior donne
| Pos. | Nome            | Paese         | Nuoto    | Bici     | Corsa    | Totale   |
| ---- | --------------- | ------------- | -------- | -------- | -------- | -------- |
|      | Mikayla Nielsen | Nuova Zelanda | 00:10:46 | 00:33:57 | 00:17:38 | 01:03:40 |
|      | Ashlee Bailie   | Australia     | 00:10:25 | 00:34:15 | 00:17:44 | 01:03:42 |
|      | Hanna Philippin | Germania      | 00:10:31 | 00:34:10 | 00:17:53 | 01:03:47 |
| 4    | Eszter Pap      | Ungheria      | 00:10:32 | 00:34:10 | 00:18:02 | 01:04:02 |
| 5    | Kelly Whitley   | Stati Uniti   | 00:10:43 | 00:34:00 | 00:18:14 | 01:04:12 |

Classifica completa

#### Under 23 uomini
| Pos. | Nome               | Paese       | Nuoto    | Bici     | Corsa    | Totale   |
| ---- | ------------------ | ----------- | -------- | -------- | -------- | -------- |
|      | Matthew Sharp      | Regno Unito | 00:17:59 | 01:01:57 | 00:31:21 | 01:52:12 |
|      | David McNamee      | Regno Unito | 00:18:03 | 01:01:51 | 00:31:29 | 01:52:17 |
|      | Thomas Bishop      | Regno Unito | 00:17:57 | 01:01:57 | 00:31:25 | 01:52:19 |
| 4    | Gregory Billington | Stati Uniti | 00:18:07 | 01:01:50 | 00:31:43 | 01:52:38 |
| 5    | Franz Loeschke     | Germania    | 00:18:27 | 01:01:29 | 00:32:10 | 01:53:01 |

Classifica completa

#### Under 23 donne
| Pos. | Nome                | Paese       | Nuoto    | Bici     | Corsa    | Totale   |
| ---- | ------------------- | ----------- | -------- | -------- | -------- | -------- |
|      | Agnieszka Jerzyk    | Polonia     | 00:20:06 | 01:10:07 | 00:35:40 | 02:07:07 |
|      | Zsófia Kovács       | Ungheria    | 00:19:16 | 01:11:03 | 00:35:39 | 02:07:08 |
|      | Rebecca Robisch     | Germania    | 00:19:19 | 01:10:54 | 00:35:46 | 02:07:14 |
| 4    | Kaitlin Shiver      | Stati Uniti | 00:19:19 | 01:10:57 | 00:35:44 | 02:07:18 |
| 5    | Yuliya Yelistratova | Ucraina     | 00:20:03 | 01:10:06 | 00:35:58 | 02:07:30 |

Classifica completa

### Risultati Serie 1 - Sydney

#### Élite uomini
| Pos. | Nome              | Paese       | Nuoto    | Bici     | Corsa    | Totale   |
| ---- | ----------------- | ----------- | -------- | -------- | -------- | -------- |
|      | Javier Gómez      | Spagna      | 00:19:35 | 00:59:31 | 00:30:09 | 01:50:22 |
|      | Jonathan Brownlee | Regno Unito | 00:19:32 | 00:59:26 | 00:30:31 | 01:50:29 |
|      | Sven Riederer     | Svizzera    | 00:19:40 | 00:59:16 | 00:30:32 | 01:50:34 |

Classifica completa

#### Élite donne
| Pos. | Nome                 | Paese         | Nuoto    | Bici     | Corsa    | Totale   |
| ---- | -------------------- | ------------- | -------- | -------- | -------- | -------- |
|      | Paula Findlay        | Canada        | 00:22:13 | 01:03:12 | 00:34:43 | 02:01:21 |
|      | Barbara Riveros Diaz | Cile          | 00:22:21 | 01:02:59 | 00:34:54 | 02:01:23 |
|      | Andrea Hewitt        | Nuova Zelanda | 00:22:05 | 01:03:18 | 00:35:00 | 02:01:29 |

Classifica completa

### Risultati Serie 2 - Madrid

#### Élite uomini
| Pos. | Nome              | Paese       | Nuoto    | Bici     | Corsa    | Totale   |
| ---- | ----------------- | ----------- | -------- | -------- | -------- | -------- |
|      | Alistair Brownlee | Regno Unito | 00:18:09 | 01:01:25 | 00:30:08 | 01:51:06 |
|      | Jonathan Brownlee | Regno Unito | 00:18:12 | 01:01:27 | 00:30:13 | 01:51:09 |
|      | Javier Gómez      | Spagna      | 00:18:13 | 01:01:21 | 00:30:57 | 01:51:51 |

Classifica completa

#### Élite donne
| Pos. | Nome            | Paese       | Nuoto    | Bici     | Corsa    | Totale   |
| ---- | --------------- | ----------- | -------- | -------- | -------- | -------- |
|      | Paula Findlay   | Canada      | 00:19:18 | 01:08:32 | 00:34:29 | 02:03:46 |
|      | Helen Jenkins   | Regno Unito | 00:19:23 | 01:08:29 | 00:34:29 | 02:03:49 |
|      | Emmie Charayron | Francia     | 00:19:31 | 01:08:21 | 00:34:38 | 02:03:58 |

Classifica completa

### Risultati Serie 3 - Kitzbühel

#### Élite uomini
| Pos. | Nome                  | Paese       | Nuoto    | Bici     | Corsa    | Totale   |
| ---- | --------------------- | ----------- | -------- | -------- | -------- | -------- |
|      | Alistair Brownlee     | Regno Unito | 00:17:18 | 01:02:14 | 00:31:01 | 01:51:54 |
|      | Alexander Bryukhankov | Russia      | 00:17:23 | 01:02:46 | 00:31:06 | 01:52:38 |
|      | Sven Riederer         | Svizzera    | 00:17:31 | 01:02:33 | 00:31:29 | 01:52:59 |

Classifica completa

#### Élite donne
| Pos. | Nome          | Paese       | Nuoto    | Bici     | Corsa    | Totale   |
| ---- | ------------- | ----------- | -------- | -------- | -------- | -------- |
|      | Paula Findlay | Canada      | 00:19:25 | 01:10:06 | 00:34:54 | 02:05:52 |
|      | Helen Jenkins | Regno Unito | 00:18:44 | 01:10:49 | 00:35:00 | 02:05:56 |
|      | Sarah Groff   | Stati Uniti | 00:19:01 | 01:10:31 | 00:35:27 | 02:06:27 |

Classifica completa

### Risultati Serie 4 - Amburgo

#### Élite uomini
| Pos. | Nome            | Paese       | Nuoto    | Bici     | Corsa    | Totale   |
| ---- | --------------- | ----------- | -------- | -------- | -------- | -------- |
|      | Brad Kahlefeldt | Australia   | 00:17:28 | 00:55:48 | 00:29:49 | 01:44:08 |
|      | William Clarke  | Regno Unito | 00:17:31 | 00:55:48 | 00:29:47 | 01:44:09 |
|      | David Hauss     | Francia     | 00:17:51 | 00:55:24 | 00:29:48 | 01:44:09 |

Classifica completa

#### Élite donne
| Pos. | Nome          | Paese     | Nuoto    | Bici     | Corsa    | Totale   |
| ---- | ------------- | --------- | -------- | -------- | -------- | -------- |
|      | Emma Moffatt  | Australia | 00:18:58 | 01:00:10 | 00:33:18 | 01:53:37 |
|      | Emma Jackson  | Australia | 00:18:58 | 01:00:19 | 00:33:16 | 01:53:44 |
|      | Emma Snowsill | Australia | 00:18:35 | 01:00:32 | 00:33:16 | 01:53:44 |

Classifica completa

### Risultati Serie 5 - Londra

#### Élite uomini
| Pos. | Nome                  | Paese       | Nuoto    | Bici     | Corsa    | Totale   |
| ---- | --------------------- | ----------- | -------- | -------- | -------- | -------- |
|      | Alistair Brownlee     | Regno Unito | 00:18:09 | 01:01:02 | 00:29:50 | 01:50:09 |
|      | Alexander Bryukhankov | Russia      | 00:18:14 | 01:00:56 | 00:30:15 | 01:50:34 |
|      | Jonathan Brownlee     | Regno Unito | 00:18:10 | 01:02:15 | 00:29:35 | 01:51:04 |

Classifica completa

#### Élite donne
| Pos. | Nome           | Paese       | Nuoto    | Bici     | Corsa    | Totale   |
| ---- | -------------- | ----------- | -------- | -------- | -------- | -------- |
|      | Helen Jenkins  | Regno Unito | 00:19:31 | 01:06:06 | 00:33:48 | 02:00:34 |
|      | Gwen Jorgensen | Stati Uniti | 00:19:40 | 01:05:57 | 00:33:43 | 02:00:41 |
|      | Anja Dittmer   | Germania    | 00:19:49 | 01:05:42 | 00:34:01 | 02:00:49 |

Classifica completa

### Risultati Serie 6 - Losanna

#### Élite uomini
| Pos. | Nome              | Paese       | Nuoto    | Bici     | Corsa    | Totale   |
| ---- | ----------------- | ----------- | -------- | -------- | -------- | -------- |
|      | Jonathan Brownlee | Regno Unito | 00:09:14 | 00:27:50 | 00:14:24 | 00:52:23 |
|      | Javier Gómez      | Spagna      | 00:09:17 | 00:27:51 | 00:14:27 | 00:52:27 |
|      | Alistair Brownlee | Regno Unito | 00:09:13 | 00:27:52 | 00:14:37 | 00:52:38 |

Classifica completa

#### Élite donne
| Pos. | Nome                 | Paese         | Nuoto    | Bici     | Corsa    | Totale   |
| ---- | -------------------- | ------------- | -------- | -------- | -------- | -------- |
|      | Barbara Riveros Diaz | Cile          | 00:00:00 | 00:00:00 | 00:16:34 | 00:58:35 |
|      | Emma Jackson         | Australia     | 00:10:15 | 00:30:45 | 00:16:36 | 00:58:35 |
|      | Andrea Hewitt        | Nuova Zelanda | 00:10:12 | 00:30:48 | 00:16:38 | 00:58:37 |

Classifica completa